# 79826 Finardi
79826 Finardi è un asteroide della fascia principale. Scoperto nel 1998, presenta un'orbita caratterizzata da un semiasse maggiore pari a 2,5804610 UA e da un'eccentricità di 0,2291551, inclinata di 3,65850° rispetto all'eclittica.
L'asteroide è dedicato al cantautore italiano Eugenio Finardi .